# Brachininae
Brachininae Bonelli, 1810 è una sottofamiglia di insetti della famiglia dei Carabidae (ordine Coleoptera Adephaga), comunemente noti come coleotteri bombardieri. Il nome comune si deve al loro particolare meccanismo di difesa: infatti se disturbati espellono in modo esplosivo un miscuglio di sostanze irritanti, prodotte da speciali ghiandole addominali.

## Meccanismo di difesa
Alcune cellule secernono idrochinone e perossido di idrogeno (e forse altre sostanze, a seconda delle specie), che vengono immagazzinate in un bacino. Questo comunica attraverso una valva controllata da un muscolo con la camera di reazione, le cui pareti sono particolarmente spesse. Tali pareti sono foderate di cellule che producono catalasi e perossidasi.
Quando il contenuto del bacino è riversato nella camera di reazione, le catalasi e le perossidasi degradano rapidamente il perossido di idrogeno e catalizzano l'ossidazione degli idrochinoni in p-chinoni. Tali reazioni producono ossigeno libero e genera abbastanza calore per portare la soluzione al punto di ebollizione ed a vaporizzare circa un quinto di essa. Sotto la pressione dei gas rilasciati, la valva si apre e le sostanze vengono espulse in modo esplosivo attraverso delle fessure nell'addome. Ciascuno spruzzo consiste in 70 pulsazioni molto rapide, causando un suono simile ad un palloncino bucato.
Lo spruzzo può essere puntato con precisione in ogni direzione, anche in avanti sopra la schiena: questo è possibile facendo rimbalzare lo spray su un paio di deflettori scheletrici uscenti dall'estremità dell'addome al momento dell'eiezione. Questo sistema allontana efficacemente i predatori, causando spesso cecità o morte, e può essere doloroso per la pelle umana.
Questo sistema di eiezione è stato paragonato a quello della propulsione a getto delle V-1 tedesche della II guerra mondiale. Inoltre, il fenomeno è indicativo dell'effetto Coandă, ampiamente verificato in ingegneria e responsabile della tendenza dei liquidi nel percorrere un percorso curvilineo, seguendo la parte anteriore del contenitore, quando viene versato.
Alcuni ragni riescono a superare questo meccanismo di difesa dell'insetto.

## Tassonomia

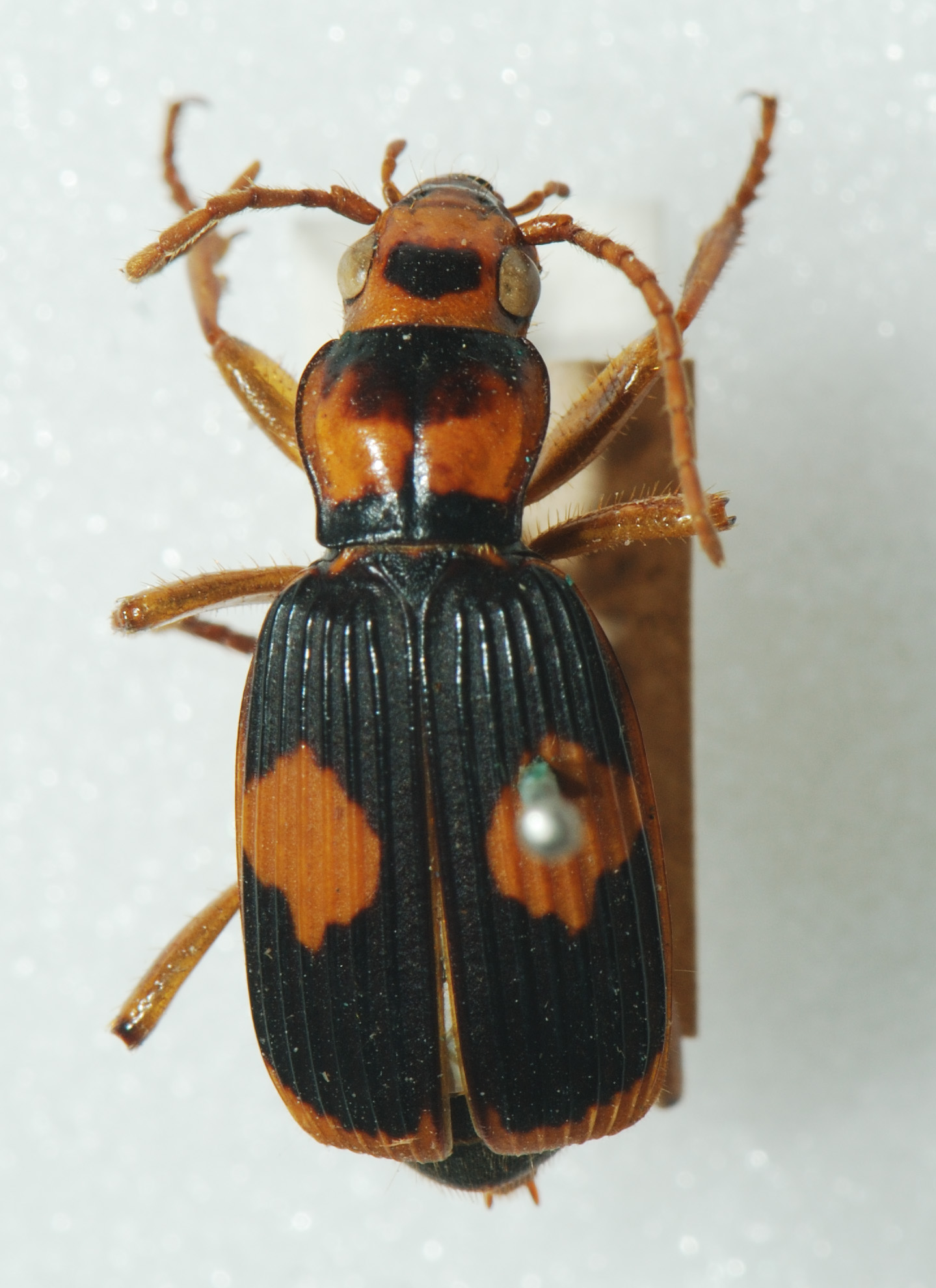
Coleottero bombardiere australiano (Pheropsophus verticalis)

La sottofamiglia comprende i seguenti generi:
- Tribù Brachinini Bonelli, 1810
  - Aptinoderus Hubenthal, 1919
  - Aptinus Bonelli, 1810
  - Brachinulus Basilewsky, 1958
  - Brachinus Weber, 1801
  - Mastax Fischer von Waldheim, 1828
  - Pheropsophus Solier, 1833
  - Styphlodromus Basilewsky, 1959
  - Styphlomerus Chaudoir In Putzeys, 1875
- Tribù Crepidogastrini Jeannel, 1949
  - Brachynillus Reitter, 1904
  - Crepidogaster Boheman, 1848
  - Crepidogastrillus Basilewsky, 1959
  - Crepidogastrinus Basilewsky, 1957
  - Crepidolomus Basilewsky, 1959
  - Crepidonellus Basilewsky, 1959

## L'esperienza di Darwin
Durante la sua formazione alla Università di Cambridge, Charles Darwin partecipò ad una competizione nazionale di raccolta di coleotteri. Una volta, nel 1828 strappò la corteccia da un albero morto e prese un raro coleottero in ciascuna mano, quindi ne vide un altro appartenente ad una nuova specie. Secondo il costume di un raccoglitore di uova, passò il coleottero dalla sua mano destra alla bocca e afferrò l'altro con la mano libera. Il coleottero che aveva portato alla bocca, probabilmente un coleottero bombardiere, "emise un fluido intensamente acre, che bruciò la [sua] lingua", obbligandolo a sputarlo; perse il coleottero come pure il terzo.

## Controversia: "Disegno intelligente"
I coleotteri bombardieri si sono recentemente imposti all'attenzione pubblica a causa di varie argomentazioni esplicitate da sostenitori del creazionismo, in particolare nel libro per bambini Bomby the Bombardier Beetle. In esso si sostiene che il progetto interno dei coleotteri è un esempio di complessità irriducibile, affermando che i vari componenti necessari a formare il sistema non sembrano produrre benefici in se stessi e che l'intero complesso deve essere stato creato in una volta. Il testo adduce quindi il coleottero come prodotto di un disegno intelligente.
In risposta, il TalkOrigins Archive e il National Center for Science Education hanno affermato che le varie rivendicazioni dei creazionisti erano basate su cattiva comprensione e interpretazione della ricerca e che l'arma chimica avrebbe potuto rapidamente evolversi da numerosi possibili sequenze di alterazioni minori da organismi precedenti, e meno nocivi. Essi considerano pertanto che questo coleottero si sia sviluppato da altre specie come prodotto dell'evoluzione attraverso la selezione naturale.
La medesima posizione è espressa da Richard Dawkins, il quale descrive dettagliatamente i meccanismi dell'Evoluzione secondo il modello neodarwinista: tra i numerosi esempi a sostegno delle sue tesi cita proprio il Brachino bombardiere, descrivendone una possibile evoluzione graduale.

### Riviste
- SF. Geiselhardt, K. Peschke; P. Nagel, A review of myrmecophily in ant nest beetles (Coleoptera: Carabidae: Paussinae): linking early observations with recent findings., in Naturwissenschaften, vol. 94, n. 11, novembre 2007,  pp. 871-94, DOI:10.1007/s00114-007-0271-x, PMID 17563864.
- KA. Ober, Phylogenetic relationships of the carabid subfamily Harpalinae (Coleoptera) based on molecular sequence data., in Mol Phylogenet Evol, vol. 24, n. 2, agosto 2002,  pp. 228-48, PMID 12144759.
- N. Beheshti, AC. Mcintosh, The bombardier beetle and its use of a pressure relief valve system to deliver a periodic pulsed spray., in Bioinspir Biomim, vol. 2, n. 4, dicembre 2007,  pp. 57-64, DOI:10.1088/1748-3182/2/4/001, PMID 18037729.
- HS. Nakatani, G. de Oliveira Neto; OE. Godinho; LM. Aleixo; K. Zinner, Bombardier beetle based biosensor., in Biosens Bioelectron, vol. 11, n. 5, 1996,  pp. 489-92, PMID 8729239.
- DJ. Aneshansley, T. Eisner; JM. Widom; B. Widom, Biochemistry at 100{degrees}C: Explosive Secretory Discharge of Bombardier Beetles (Brachinus)., in Science, vol. 165, n. 3888, luglio 1969,  pp. 61-3, DOI:10.1126/science.165.3888.61, PMID 17840686.
- H. Schildknecht, K. Koob, 43. Arthropod defense substances. Explosion chemistry of the bombardier beetle. VI. Chemistry of the smallest bombardier beetle Paussus favieri., in Naturwissenschaften, vol. 56, n. 6, giugno 1969,  p. 328, PMID 5364297.
- E. Schnepf, W. Wenneis; H. Schildknecht, [Arthropod defense substances. XLI. Explosion chemistry of bombardier beetles (Coleoptera, Carabidae). IV. The fine structure of the pygidial defense glands of the bombardier beetle (Brachynus crepitans L.)]., in Z Zellforsch Mikrosk Anat, vol. 96, n. 4, 1969,  pp. 582-99, PMID 4908502.
- H. Schildknecht, E. Maschwitz; U. Maschwitz, [XXXIV. On arthropod protective substances. Explosion chemistry of the bombardier beetle (Coleoptera, Carabidae). 3. Isolation and characterization of the explosion catalysts]., in Z Naturforsch B, vol. 23, n. 9, settembre 1968,  pp. 1213-8, PMID 4387200.
- Matthew R. Webster, ., Raffaella De Vita, Jeffrey N. Twigg e John J. Socha, Mechanical properties of tracheal tubes in the American cockroach (Periplaneta americana) (PDF), vol. 2, n. 09401, 2011,  pp. 7 pp, DOI:10.1088/0964-1726/20/9/094017.
- Novid Beheshti e Andy C. McIntosh, The bombardier beetle and its use of a pressure relief valve system to deliver a periodic pulsed spray, vol. 2, n. 57, 2007, DOI:10.1088/1748-3182/2/4/001.

### Documenti
- seclin.tourisme2.free.fr (PDF), su Par Eric GEIRNAER.
- Lai, Changquan, Massachusetts Institute of Technology. Dept. of Materials Science and Engineering., Potential applications of the natural design of internal explosion chambers in the bombardier beetle (Carabidae, Brachinus) [collegamento interrotto], su dspace.mit.edu.
- Rick Minzenmayer, Chris Sansone, Predaceous Ground Beetles-Caterpillar Hunters and Bombardier Beetles, su repository.tamu.edu.

### Testi
- George Hangay e Paul Zborowski, A Guide to the Beetles of Australia, Csiro Publishing, 31 luglio 2010,  pp. 60–, ISBN 978-0-643-09487-1.
- Oleg Leonidovich Kryzhanovskiĭ, A checklist of the ground-beetles of Russia and adjacent lands (Insecta, Coleoptera, Carabidae), Pensoft Publishers, 1995,  pp. 170–, ISBN 978-954-642-004-6.
- Ana M. Campos Gómez e Francisco Novoa Docet, Los Carabidae (Orden Coleoptera) de Galicia (N. O. de España): catálogo, distribución y ecología, Univ Santiago de Compostela, 2006,  pp. 274–, ISBN 978-84-9750-629-8.
- Klaus Urich, Comparative animal biochemistry, Springer, 1994,  pp. 725–, ISBN 978-3-540-57420-0.
- Hans Ulrich Suess, Pulp Bleaching Today, Walter de Gruyter, 15 aprile 2010,  pp. 22–, ISBN 978-3-11-020737-8.
- Vasil Borisov Georgiev e Borislav V. Guéorguiev, Catalogue of the ground-beetles of Bulgaria (Coleoptera, Carabidae), Pensoft Publishers, 1995,  pp. 255–, ISBN 978-954-642-003-9.
- Rod Preston-Mafham e Ken Preston-Mafham, The encyclopedia of land invertebrate behaviour, MIT Press, 7 luglio 1993,  pp. 295–, ISBN 978-0-262-16137-4.